# St.-Bartholomäus-Kirche (Wilster)

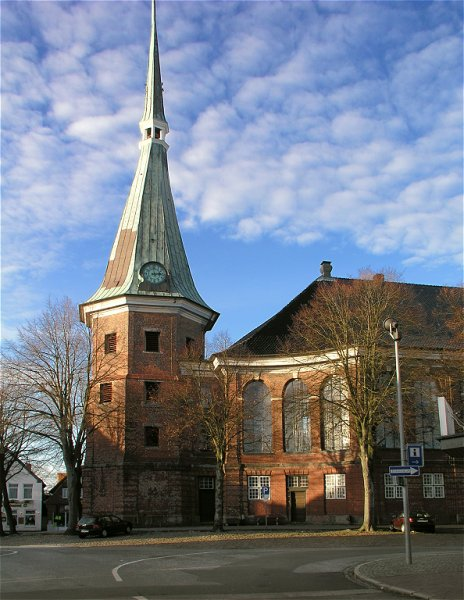
Kirchturm und Anschluss an das barocke Kirchenschiff (2007)

Die St.-Bartholomäus-Kirche in Wilster in Schleswig-Holstein ist ein Spätbarock-Bauwerk nach Plänen des Ingenieurs und Architekten Ernst Georg Sonnin.

## Geschichte
Ein spätgotischer Vorgängerbau war 1765 von dem Hamburger Architekten Ernst Georg Sonnin als baufällig begutachtet worden. 1775–81 erfolgte nach Sonnins Plänen ein Neubau.
Für eine kleine Gemeinde wie Wilster war der „stattliche Backsteinbau in der Nachfolge der in Hamburg und Altona entwickelten großen, spätbarocken Predigtkirchen des Protestantismus“ mit 2000 Plätzen überdimensioniert, was wohl mit dem Repräsentationsanspruch der Wilsteraner Bürgerschaft zu erklären ist.
Im Zweiten Weltkrieg sind der Westbau und der Innenraum 1944 durch Bomben beschädigt worden. In den Jahren 1947–1954 und 1963/64 wurden die Schäden beseitigt, die Zahl der Plätze wurde dabei auf 1200 reduziert.

## Bau
Der Neubau wurde gegenüber dem Vorgängerbau um etwa 30 Grad in die Hauptrichtung des Marktes gedreht.
Das Kirchenschiff ist ein längsrechteckiger Saalbau unter Walmdach mit polygonalen (Nord-)Ostchor und konkav eingezogenen Wänden im (Süd-)Westen im Übergang zum separat stehenden Turm. Die Backsteinfassaden des Außenbaus sind reich gegliedert. Beherrschens ist die Folge der großen Rundbogen-Oberfester über rustiziertem Sockelgeschoss mit Granitgesims. Hauptportale aus Sandstein befinden sich mittig in der Querachse.
Der mit einem kurzen Halsstück an das Kirchenschiff angeschlossene achteckigen Turms stammt im Kern noch vom gotischen Vorgängerbau, jedoch wurde das Mauerwerk mit Backsteinquaderkanten und Granitbändern erneuert und erhöht. Der spitze, leicht gedrehte Turmhelm ist 52 Meter hoch.

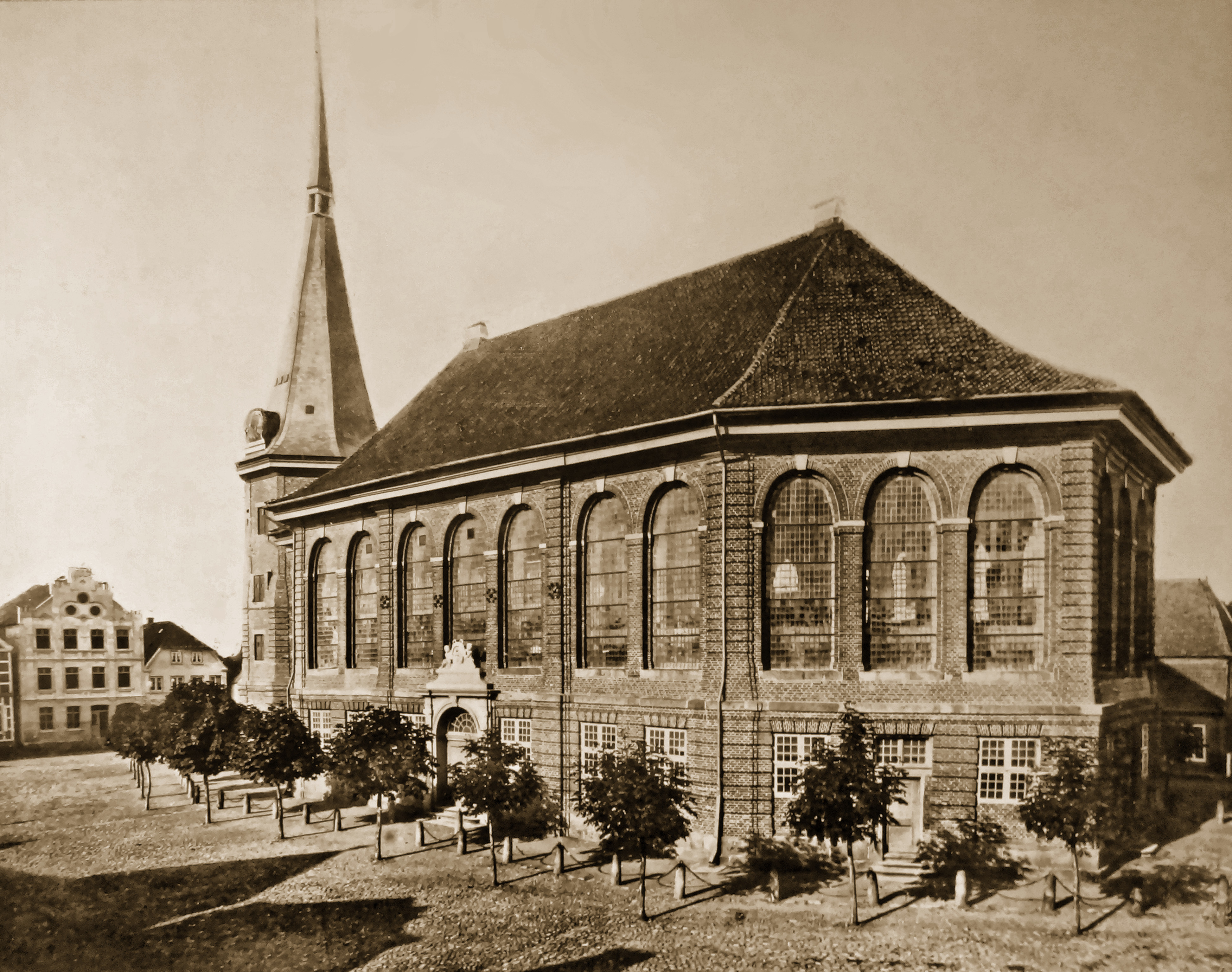
Blick auf das Kirchenschiff. Historisches Foto um 1864/65

## Inneres

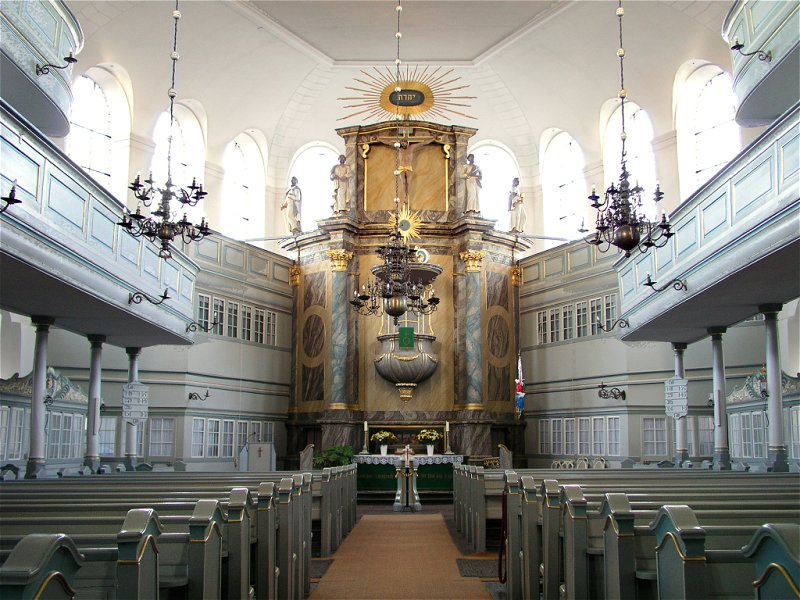
Blick auf den Kanzelaltar (2007)

Die großen Rundbogenfenster geben dem Innenraum außergewöhnliche Helligkeit. Die Ostseite wird vom Kanzelaltar (1775) dominiert. Die von Säulen flankierte Kanzel hat einen tulpenförmigen Korb mit rundem Schalldeckel. Der Strahlenkranz über der Kanzel stellt den Heiligen Geist dar. Auf dem Gebälk stehen Statuen der vier Evangelisten, dazwischen steht ein Kruzifix. Der Altar wird abgeschlossen von einer Sonne mit den vier hebräischen Buchstaben des Namens Gottes.
Zu beiden Seiten des Kanzelaltars sind Logenanbauten nachträglich angefügt.
Auf der Westseite befindet sich eine zweigeschossige Empore aus der Erbauungszeit. Sie ist geschwungen geführt und wird von toskanischen Säulen getragen.
Die zweigeschossigen Kronleuchter und Wandleuchter stammen aus dem 17. Jahrhundert. Ein Wandleuchter von 1652 zeigt den Propheten Jona, wie er aus dem Wal gespuckt wird.
Der Turm beherbergt vier Glocken aus den Jahren 1622 und 1963.

## Orgel
Die Orgel ist neueren Datums. Sie wurde 1954–1955 durch die Orgelbaufirma Ernst Brandt (Quickborn) erbaut und ersetzte die ursprüngliche Marcussen-Orgel, die 1944 zerstört wurde. Das Instrument hatte ursprünglich 30 Register auf drei Manualen und Pedal. 1990 wurde die Orgel auf den Namen „Bach-Orgel“ geweiht. Seit dem Jahre 1992 wurde die Orgel auf 37 Register und 4 Effektregister erweitert, und mit einer Setzeranlage und einer Crescendowalze ausgestattet. 2007 kam ein 39-teiliges Glockenspiel (Marien-Carillon) hinzu, 2008 wurde das Fernwerk, die „Himmelsorgel“, hinter dem Altar hinzugefügt, die vom III. Manual aus anspielbar ist. 2010 wurden der Ruach 32′ und die beiden Composé-Register hinzugefügt.
| I Rückpositiv C–g3    |        |
| Rohrflöte             | 8′     |
| Prinzipal             | 4′     |
| Gedackt               | 4′     |
| Oktave                | 2′     |
| Quinte                | 1 ⁄3′  |
| Terz                  | 1 3⁄5′ |
| Tertian de composé II |        |
| Zimbel III            |        |
| Krummhorn             | 8′     |
| Tremulant             |        |
| Zimbelstern           |        |

| II Hauptwerk C–g3   |       |
| Bordun              | 16′   |
| Prinzipal           | 8′    |
| Gedackt             | 8′    |
| Oktave              | 4′    |
| Nasat               | 2 ⁄3′ |
| Spitzflöte          | 2′    |
| Mixtur IV-VI        |       |
| Trompete            | 8′    |
| Cornet de composé V |       |
| Marien-Carillon     |       |
| Kuckuck             |       |

| III Schwellwerk C–g3 |    |
| Holzgedackt          | 8′ |
| Salicional           | 8′ |
| Rohrflöte            | 4′ |
| Spitzgamba           | 4′ |
| Prinzipal            | 2′ |
| Sesquialtera II      |    |
| Scharf III-IV        |    |
| Oboe                 | 8′ |
| Tremulant            |    |
| Rossignol            |    |

| III Himmelsorgel C–g3 |    |
| Vox angelorum         | 8′ |
| Vox Mariae            | 8′ |

| Pedalwerk C–f1 |     |
| Ruach          | 32′ |
| Prinzipal      | 16′ |
| Subbaß         | 16′ |
| Offenbaß       | 8′  |
| Gedacktbaß     | 8′  |
| Oktave         | 4′  |
| Nachthorn      | 2′  |
| Rauschpfeife V |     |
| Posaune        | 16′ |

- Koppeln: I/II, III/II, I/P, II/P, III/P

## Pastoren
- Der aus Brabant gebürtige Franz Alard war von etwa 1568 bis zu seinem Tod 1578 Pastor in Wilster.
- Gustav Schwennesen, Pastor von 1925 bis 1965